# Calcul de la date de Pâques selon la méthode de Meeus
L'algorithme de Meeus pour le calcul de la date de Pâques est la réunion de deux méthodes : l'algorithme de Delambre pour le calendrier julien, publié en 1814 et l'algorithme de Butcher, pour le calendrier grégorien, publié en 1877.
En 1814, Delambre publie un algorithme simple et exact pour le calendrier julien.
L'histoire de l'algorithme de Butcher est curieuse : en 1876, un « correspondant de New York » inconnu envoie au journal Nature un algorithme de la date de Pâques grégorienne pour une année quelconque. En 1877, Samuel Butcher, évêque de Meath, montre dans The ecclesiastical calendar que cette méthode est exacte sans limite de date. L'algorithme est ensuite reproduit en 1922 par Harold Spencer Jones dans son Astronomie générale, en 1977 par Old Farmer's Almanac, en 1988 par Peter Duffett-Smith, de l'université de Cambridge dans Practical Astronomy with your Calculator et, en 1991, par Jean Meeus dans ses Algorithmes astronomiques.
Cet article présente de façon détaillée le calcul de la date de Pâques selon les méthodes de Delambre pour le calendrier julien et de Butcher pour le calendrier grégorien. Ces descriptions sont rédigées sous forme algorithmique, n'utilisant que des opérations arithmétiques élémentaires et sans référence à quelque langage de programmation que ce soit. L'utilisateur qui désire programmer ces algorithmes devra rechercher les instructions appropriées dans le langage qu'il utilise. Ces algorithmes ne nécessitent nulle programmation compliquée : l'usage d'un simple tableur est suffisant. Quoique ces méthodes de calcul aient fait l'objet de vérifications minutieuses, elles sont, en tout état de cause, fournies en l'état ; il appartient à l'utilisateur de s'assurer de leur exactitude et de leur adéquation à ses usages.

## Calcul de la date de Pâques julienne
Calcul de la date de Pâques julienne (326-) en calendrier julien (Algorithme de Delambre)  

Si Année ≥ 326  alors :
| Dividende          | Diviseur | Quotient | Reste | Expression |
| ------------------ | -------- | -------- | ----- | ---------- |
| Année              | 19       |          | A     |            |
| Année              | 7        |          | B     |            |
| Année              | 4        |          | C     |            |
| 19 A + 15          | 30       |          | D     |            |
| 2 C + 4 B - D + 34 | 7        |          | E     |            |
| D + E + 114        | 31       | F        | G     |            |

F est le mois de Pâques (3 = mars, 4 = avril) ;
G + 1 est le quantième, dans le mois ci-dessus, du dimanche de Pâques.
Exemple pour l'année 1492
| Dividende          | Valeur Dividende | Diviseur | Valeur Diviseur | Quotient | Valeur Quotient | Reste | Valeur Reste |
| ------------------ | ---------------- | -------- | --------------- | -------- | --------------- | ----- | ------------ |
| Année              | 1492             | 19       | 19              |          |                 | A     | 10           |
| Année              | 1492             | 7        | 7               |          |                 | B     | 1            |
| Année              | 1492             | 4        | 4               |          |                 | C     | 0            |
| 19 A + 15          | 205              | 30       | 30              |          |                 | D     | 25           |
| 2 C + 4 B - D + 34 | 13               | 7        | 7               |          |                 | E     | 6            |
| D + E + 114        | 145              | 31       | 31              | F        | 4               | G     | 21           |

F = 4
Donc : Mois = avril
G = 21 ; G + 1 =22
Donc : Quantième = 22
Pâques est le 22 avril 1492.

## Calcul de la date de Pâques grégorienne
Calcul de la date de Pâques grégorienne en calendrier grégorien (1583-) (Algorithme de Butcher)' 

Si Année ≥ 1583 alors :
| Dividende              | Diviseur | Quotient | Reste | Explication                       |
| ---------------------- | -------- | -------- | ----- | --------------------------------- |
| Année                  | 19       |          | n     | cycle de Méton                    |
| Année                  | 100      | c        | u     | centaine et rang de l'année       |
| c                      | 4        | s        | t     | siècle bissextile                 |
| c + 8                  | 25       | p        |       | cycle de proemptose               |
| c - p + 1              | 3        | q        |       | proemptose                        |
| 19 n + c - s - q + 15  | 30       |          | e     | épacte                            |
| u                      | 4        | b        | d     | année bissextile                  |
| 2 t + 2 b - e - d + 32 | 7        |          | L     | lettre dominicale                 |
| n + 11 e + 22 L        | 451      | h        |       | correction                        |
| e + L - 7 h +114       | 31       | m        | j     | mois et quantième du Samedi saint |

Si m = 3, le dimanche de Pâques est le (j + 1) mars
Si m = 4, le dimanche de Pâques est le (j + 1) avril
Exemple pour l'année 2006
| Dividende              | Valeur Dividende | Diviseur | Valeur Diviseur | Quotient | Valeur Quotient | Reste | Valeur Reste |
| ---------------------- | ---------------- | -------- | --------------- | -------- | --------------- | ----- | ------------ |
| Année                  | 2006             | 19       | 19              |          |                 | n     | 11           |
| Année                  | 2006             | 100      | 100             | c        | 20              | u     | 6            |
| c                      | 20               | 4        | 4               | s        | 5               | t     | 0            |
| c + 8                  | 28               | 25       | 25              | p        | 1               |       |              |
| c - p + 1              | 20               | 3        | 3               | q        | 6               |       |              |
| 19 n + c - s - q + 15  | 233              | 30       | 30              |          |                 | e     | 23           |
| u                      | 6                | 4        | 4               | b        | 1               | d     | 2            |
| 2 t + 2 b - e - d + 32 | 9                | 7        | 7               |          |                 | L     | 2            |
| n + 11 e + 22 L        | 308              | 451      | 451             | h        | 0               |       |              |
| e + L - 7 h +114       | 139              | 31       | 31              | m        | 4               | j     | 15           |

m = 4, donc mois = avril
j = 15, donc le quantième du dimanche de Pâques est le 16.
Pâques est le 16 avril 2006.